# Plakortis copiosa
Plakortis copiosa är en svampdjursart som beskrevs av Gustavo Pulitzer-Finali 1993. Plakortis copiosa ingår i släktet Plakortis och familjen Plakinidae. Inga underarter finns listade i Catalogue of Life.